# Sultan-az-Zahir-Baibars-Moschee

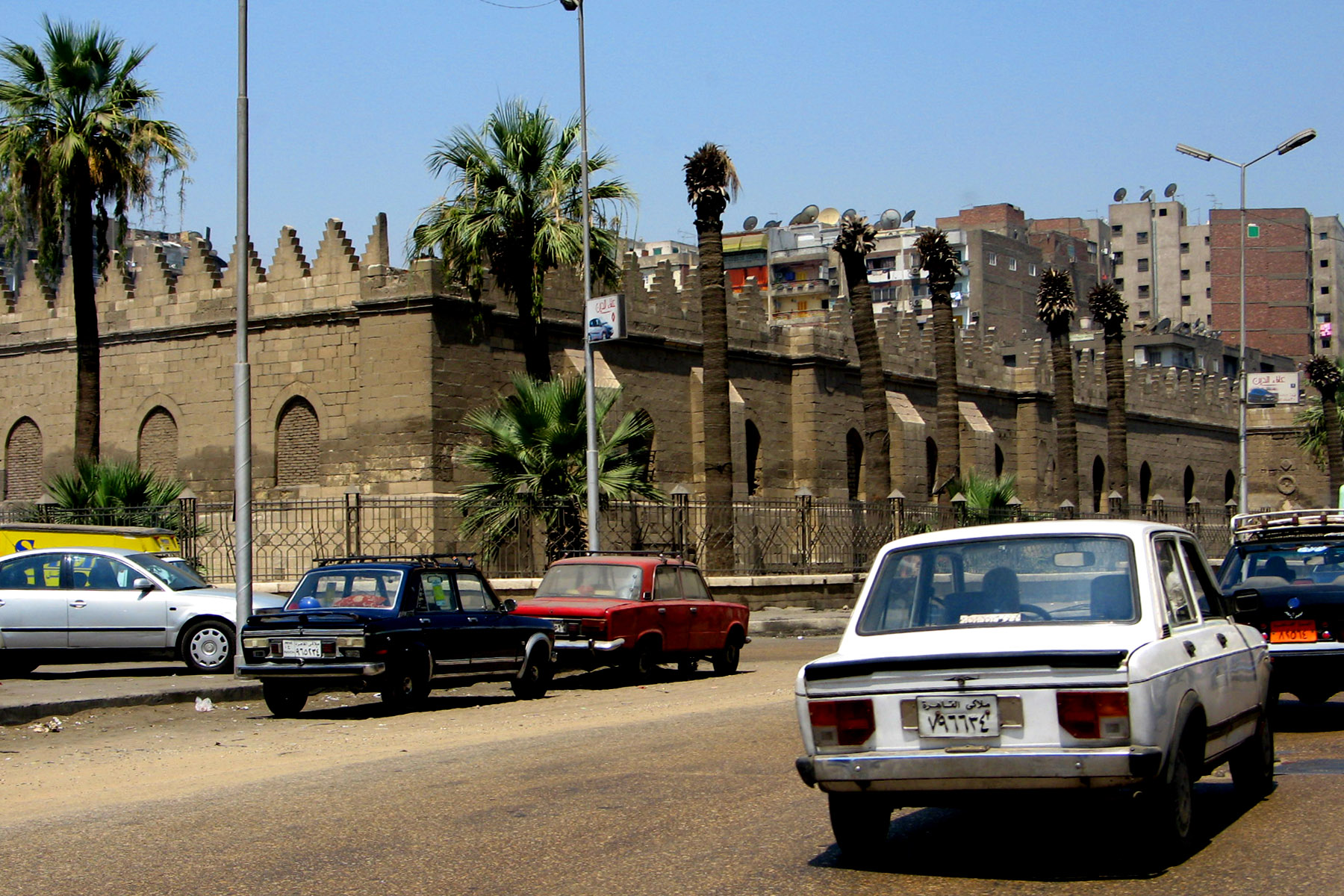
Die Reste des Moschee-Baus von außen (2006)

Die Moschee des Sultans az-Zahir Baibars (arabisch جامع السلطان الظاهر بيبرس, DMG Ǧāmiʿ as-Sulṭān aẓ-Ẓāhir Baibars) wurde von 1267 bis 1269 von as-Zahir Baibars I. in Kairo errichtet. Es war die erste Freitagsmoschee, die in Kairo seit fast hundert Jahren gebaut wurde. 
Die Moschee liegt in der nördlichen Vorstadt Husainiyya, in einigem Abstand zum damaligen Zentrum der Stadt. Der Grund für die Wahl dieses Ortes ist unbekannt, vor allem da das Gebiet nach historischen Texten erst später dichter besiedelt wurde. Nach Inschriften an dem Bau wurde er im Januar 1267 begonnen. Der Historiker al-Maqrizi gibt als Bauperiode jedoch August/September 1268 bis Juni 1269 an. 
Der Bau bildet ein Quadrat von etwa hundert Meter. Die Außenmauern sind 12 m hoch und sind am oberen Ende mit einer Reihe von stufenförmigen Zinnen gekrönt. Im Inneren der Moschee gibt es einen großen Hof, um den Säulenhallen angeordnet sind. Es gibt drei Eingänge, wobei sich der Haupteingang im Nordwesten befindet und sich damit von der Stadt abwendet. Es ist 11,8 m breit und hat einen eigenen Torbau, der 8,8 m aus der Fassade herausragt. Im Südosten, gegenüber vom Haupteingang, gab es eine Kuppel, die heute nicht mehr erhalten ist. Sie soll aus Material erbaut worden sein, das bei einem erfolgreichen Feldzug gegen die Kreuzfahrer in Jaffa erbeutet wurde.
Die Moschee ist heute nur noch als Ruine erhalten, so dass vor allem ihre einst reiche Ausstattung nicht mehr nachzuvollziehen ist.